# Theodoor Peter Loosjes
Theodoor Peter Loosjes ('s-Gravenhage, 12 maart 1908 − 16 november 1998) was een Nederlands bibliothecaris en hoogleraar.

## Biografie
Loosjes was een telg uit het boekhandelaars- en uitgeversgeslacht Loosjes en een zoon van gemeenteambtenaar mr. Peter Loosjes (1877-1964) en Fenna Constante van Zeggelen (1866-1963). In 1926 slaagde hij voor het gymnasiumdiploma in zijn geboortestad. Hij trouwde in 1938 met Maria Susanna Roelofs (1910-1987) met wie hij twee zonen kreeg, onder wie mr. Vincent Loosjes (1940). De echtgenote van zijn broer dr. Robert Loosjes (1913-1992) was de bekende kunsthistorica dr. mr. Aleida Betsy Loosjes-Terpstra (1913-1995).
Loosjes studeerde eerst biologie aan de Universiteit Utrecht. Daarna volgde hij de opleiding wetenschappelijke boekhandel en uitgeverij in binnen- en buitenland van 1929 tot 1932. Hij werd per 1 september 1949 benoemd als landbouwkundige aan, en werd later (vanaf 1958) bibliothecaris van de Landbouwhogeschool Wageningen. Per 27 december 1969 werd hij benoemd tot bijzonder hoogleraar Wetenschap van het boek en bibliografie vanwege de Dr. P.A. Tiele-Stichting aan de Universiteit van Amsterdam. Op 16 maart 1970 hield hij zijn inaugurele rede onder de titel Over kwaliteit en kwantiteit in de documentaire informatie. In 1978 ging hij met emeritaat en sprak daarbij de afscheidsrede uit, De wetenschap der documentaire informatie als een sociale wetenschap op 2 februari 1979. Hij publiceerde veel over binnen- en buitenlandse bibliotheken en schreef het bijna 700 pagina's tellende Bibliotheek en dokumentatie. Handboek ten dienste van de opleidingen in 1977, waarvan hij nog herziene drukken deed verschijnen in 1979 en 1982. Mede door dit boek dat in alle bibliotheekopleidingen werd gebruikt, had hij een grote invloed op het bibliotheekbeheer en de -opleiding in Nederland.
Bij de lintjesregen van 1978 werd prof. Th.P. Loosjes benoemd tot Ridder in de Orde van de Nederlandse Leeuw. Hij overleed in 1998 op 90-jarige leeftijd.